# Eucalyptus grandis
Eucalyptus grandis ist eine Pflanzenart aus der Gattung der Eukalypten (Eucalyptus). Sie ist im östlichen Australien beheimatet und wird dort „Flooded Gum“ genannt.

## Beschreibung

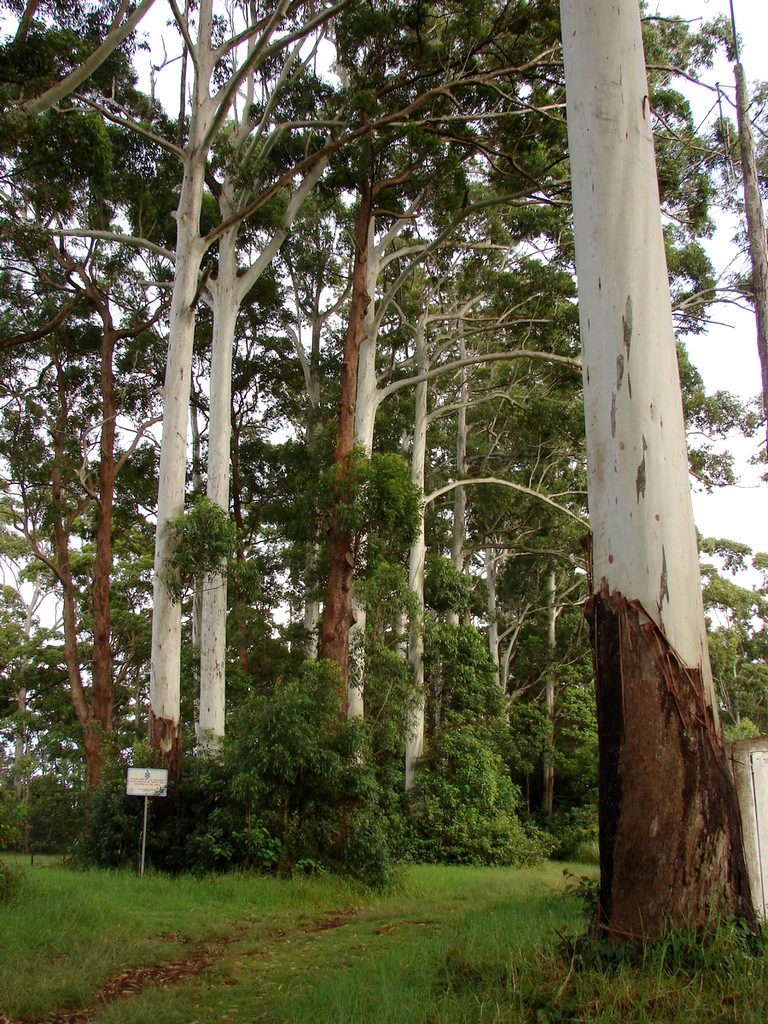
Die tote Rinde verbleibt bis in wenige Meter Höhe dauerhaft am Stamm

### Erscheinungsbild und Blatt
Eucalyptus grandis wächst als immergrüner, großer Baum und erreicht Wuchshöhen von bis zu 60 Meter, gelegentlich bis über 70 Meter. Der Stamm ist bis in eine Höhe von 30 Meter astfrei und kann einen Durchmesser von über 2 Meter, selten bis zu 3 Meter erreichen. Bis in wenige Meter Höhe verbleibt die tote Borke dauerhaft am Baum, darüber ist sie glatt, weiß oder grau und löst sich in kurzen Streifen oder Flocken. Die Rinde der gefurchten Zweige ist gräulich-weiß.
Bei Eucalyptus grandis liegt Heterophyllie vor. Die dunkelgrün glänzenden Laubblätter sind in Blattstiel und -spreite gegliedert. Die erst gegenständig und später wechselständig angeordneten Laubblätter junger Exemplare besitzen kurze Blattstiele und dünn ledrige, lanzettliche bis eiförmige Blattspreiten. Die wechselständig angeordneten Laubblätter älterer Exemplare sind etwa 2 cm lang gestielt und ihre Blattspreite ist bei einer Länge von 10 bis 16 (13 bis 20 cm) sowie einer Breite von 2 bis 3 cm lanzettlich. Auf beiden Blattflächen sind kleine Drüsen vorhanden.
Im Juni 2014 wurde das Genom von Eucalyptus grandis publiziert.

### Blütenstand, Blüte und Frucht
Die seitenständigen, einfachen, doldigen Blütenstände enthalten (drei bis zehn) sieben bis elf Blüten. Die 8 bis 18 mm (1 bis 1,5 cm) langen Blütenstandsschäfte sind schlank abgeflacht oder kantig. Die stielrunden Blütenstiele sind 0 bis 3 mm lang.
Die zwittrigen, radiärsymmetrischen Blüten sind vier- bis fünfzählig. Die mehr oder weniger bereiften Blütenknospen sind bei einer Länge von 6 bis 8 mm (8 bis 10 mm) und einem Durchmesser von 4 bis 5 mm eiförmig. Die halbkugelige bis konische „Calyptra“ (auch „Operculum“ genannt siehe Gattungsartikel Eucalyptus) ist etwa so lang und breit wie der verkehrt-konische bis glockenförmige Blütenbecher (Hypanthium). Es sind acht bis zehn Staubblätter vorhanden. Die länglichen Staubbeutel besitzen Drüsen und öffnen sich longitudinal. Der Griffel ist kürzer als die Staubblätter.
Die grauen, vier- bis fünffächerigen Früchte sind bei einer Länge von 5 bis 8 mm und einem Durchmesser von 4 bis 7 mm konisch bis birnenförmig (pyriform), wobei die Fächer am oberen Ende der Frucht aus dem Blütenbecher herausragen.

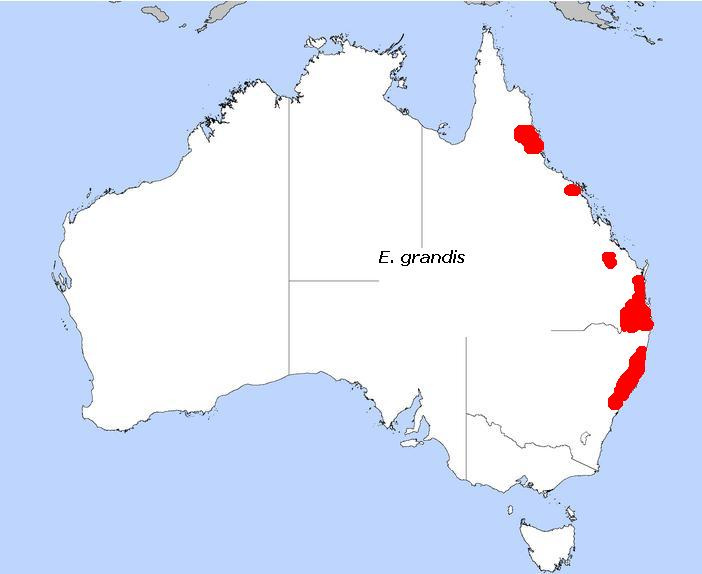
Verbreitungskarte

## Verbreitung
Eucalyptus grandis ist ursprünglich in Queensland und New South Wales beheimatet und kommt in feuchten Wäldern und am Rand von Regenwäldern vor. In Queensland hybridisiert Eucalyptus grandis mit Eucalyptus pellita (Henderson, 2002).
Als Plantagenbaum ist Eucalyptus grandis tropisch und subtropisch außerhalb von Australien verbreitet, unter anderem in Afrika, Südamerika und Indien.

## Nutzung
Eucalyptus grandis ist ein wichtiger Plantagenbaum und eine der kommerziell wichtigsten Eukalyptus-Arten. Das Holz ist vielseitig verwendbar, unter anderem im Boots- und Möbelbau, für Leitern, Sportgeräte, und für die Herstellung von Zellstoff.